# Kanton Santiago de Píllaro
Der Kanton Santiago de Píllaro, oder kurz Kanton Píllaro, befindet sich in der Provinz Tungurahua zentral in Ecuador. Er besitzt eine Fläche von 447 km². Im Jahr 2022 lag die Einwohnerzahl bei rund 42.500. Verwaltungssitz des Kantons ist die Kleinstadt Píllaro mit 7444 Einwohnern (Stand 2010).

## Lage
Der Kanton Santiago de Píllaro liegt im Norden der Provinz Tungurahua. Das Gebiet liegt im Hochtal der Anden am östlichen Flussufer des Río Patate (Río Cutuchi) in Höhen zwischen 2200 m und 4000 m.
Der Kanton Santiago de Píllaro grenzt im Süden an den Kanton Patate, im Westen an den Kanton Ambato, im Norden an die Provinz Cotopaxi sowie im Osten an die Provinz Napo.

## Verwaltungsgliederung
Der Kanton Santiago de Píllaro ist in die Parroquias urbanas („städtisches Kirchspiel“)
- Ciudad Nueva
- Matriz (Píllaro)

und in die Parroquias rurales („ländliches Kirchspiel“)
- Baquerizo Moreno
- Emilio María Terán
- Marcos Espinel
- Presidente Urbina
- San Andrés
- San José de Poaló
- San Miguelito

gegliedert.

## Geschichte
Der Kanton Santiago de Píllaro wurde im Jahr 1851 gegründet.
Entwicklung der Einwohnerzahl im Kanton Santiago de Píllaro bei landesweiten Volkszählungen zum jeweiligen Gebietsstand:
| Jahr                    | Einwohner | +/-     |
| ----------------------- | --------- | ------- |
| 1950                    | 21.993    | –       |
| 1962                    | 18.121    | −17,6 % |
| 1974                    | 28.153    | 55,4 %  |
| 1982                    | 31.565    | 12,1 %  |
| 1990                    | 33.369    | 5,7 %   |
| 2001                    | 34.925    | 4,7 %   |
| 2010                    | 38.357    | 9,8 %   |
| 2022                    | 42.497    | 10,8 %  |
| Datenherkunft: Wikidata |           |         |